# David Beck

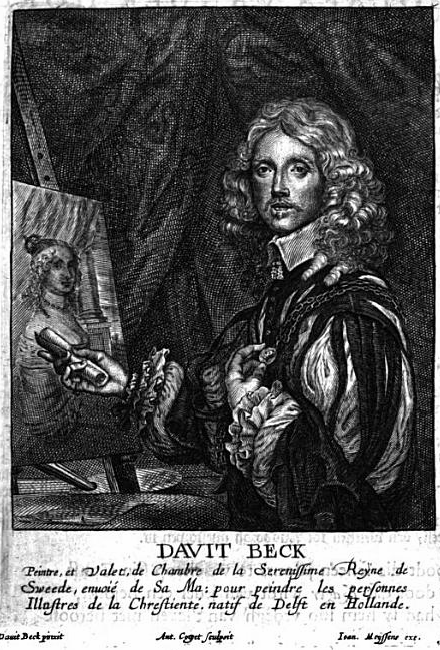
Davit Beck in Het Gulden Cabinet p 161

David Beck o Beek (Delft, 25 maggio 1621 – L'Aia, 20 dicembre 1656) è stato un pittore olandese specializzato in ritratti, attivo nel secolo d'oro.

## Biografia

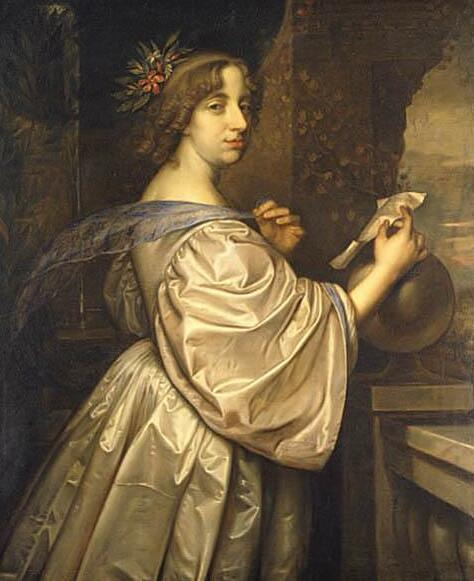
Ritratto della regina Cristina di Svezia

Gli venne dato il nome di suo zio, un noto poeta di Arnhem. Era figlio di un maestro di scuola di Delft, dove egli studiò pittura con Michiel van Mierevelt, un celebre ritrattista dei Paesi Bassi. Verso la fine del 1640 si trasferì a Londra per entrare nella bottega di Antoon van Dyck come allievo e assistente, ma ebbe poco tempo per impart da Van Dyck Victor che quest'ultimo si ammalò e morì nel 1641. Beck possedeva la libertà della mano e la prontezza, o meglio la rapidità dell'esecuzione, per cui van Dyck era noto, tanto che quando Carlo I osservò il modo rapido con il quale dipingeva Beck, esclamò, "Fede! Beck, credo che potresti dipingere un maneggio" e gli chiese di insegnare il disegno a suo figlio.
Insegnò disegno a Carlo II d'Inghilterra e ai suoi fratelli Giacomo II d'Inghilterra e Enrico Stuart. Dopo lo scoppio della guerra civile inglese che alla fine portò all'esecuzione capitale del suo mecenate Carlo I, Beck lasciò l'Inghilterra per viaggiare per le corti d'Europa. Nel 1647 fu nominato ritrattista e valletto di camera della regina Cristina di Svezia a Stoccolma, ed eseguì i ritratti di molti sovrani europei per adornare la galleria della regina.
Cristina lo inviò nelle altri corti d'Europa, apparentemente anche a scopi politici. Mentre era ammalato in Germania, fu ritenuto morto e preparato per la sepoltura, ma si rianimò e fu gradualmente riportato in vita. Tornò nuovamente alla corte di Cristina a Roma, nel 1655, seguendola poi in Francia nel 1656. Chiese di poter lasciare la corte per visitare i suoi amici e la sua famiglia nei Paesi Bassi, ma secondo Houbraken ciò avvenne contro la volontà della regina. La sua morte a L'Aia in quello stesso anno, fu sospettata di essere stata causata da avvelenamento.